# Поповка (Тосненский район)
Поповка — упразднённая деревня в Тосненском районе Ленинградской области России. Находилась на территории современного Лисинского сельского поселения.

## История
В XIX веке деревня находилась в составе прихода Лиисиля Евангелическо-лютеранской церкви Ингрии.
В Списке населённых мест Российской империи по сведениям 1859—1873 годов в Поповке Царскосельского уезда Санкт-Петербургской губернии 6 дворов, 22 жителя мужского пола, 25 — женского. Согласно Алфавитному списку населенных мест Санкт-Петербургской губернии 1913 года д. Поповка входила в Лисинскую волость Царскосельского уезда.
С марта 1917 по январь 1923 — в Больше-Лисинском сельсовете Лисинской волости Детскосельского уезда, с февраля 1923 по июль 1927 — в Больше-Лисинском сельсовете Лисинской волости Гатчинского уезда, с августа 1927 по 30 июня 1930 — в Больше-Лисинском сельсовете Колпинского района Ленинградского округа, с июля 1930 по декабрь 1944 — в Больше-Лисинском сельсовете Тосненского района.
По данным 1933 года деревня Поповка входила в состав Больше-Лисинского сельсовета Тосненского района.
В 1939 году население Поповки — 61 человек.
С сентября 1941 по декабрь 1943 деревня была в оккупации во время Великой Отечественной войны.
На 1 января 1951 года население Поповки — 31 человек.
Деревня была включена в состав Большелисинского избирательного участка № 112/809 перед выборами в Совет Союза и Совет Национальностей ВС СССР 1958 года.
В составах избирательных участков перед выборами в Совет Союза и в Совет Национальностей Верховного Совета СССР 1962 года Поповка не указана.